# Baronía de Velli
La Baronía de Velli es un título nobiliario español creado el 20 de mayo de 1580  por el rey Felipe II al reconocer como título del reino, con esta denominación, al título flamenco de "Barón de Billy", que ostentaba en esos momentos  Felipe de San Quintín y Noyelles, señor de Billy. 
El Título fue rehabilitado en 1917 por el rey Alfonso XIII, a favor de Juan de Nárdiz y Oruña, Caballero de Montesa, Infanzón de Illescas, Caballero del Real Estamento Militar del Principado de Gerona, Caballero del Santo Cáliz de la Nobleza Valenciana y Presidente del Casino de Madrid, gran defensor de la importancia e impulsor del restablecimiento de las Órdenes Militares en España tras la Guerra Civil, hijo que fue de don Enrique de Nárdiz y Alegría, Ingeniero de Montes, presidente del Consejo Forestal, director-gerente, consejero y promotor de la Unión Resinera Española así como Presidente de la Agrupación Forestal y de la Industria Maderera de España, y de Francisca Oruña Ruiz de Loyzaga, de la Casa de los Marqueses del Castillo de Jara.

## Antecedentes
Las primeras menciones al Señorío de Billy datan de 1142, si bien es cierto que el primer antecedente español lo encontramos gracias a Gaspar de Robles, héroe militar español, Gobernador de Frisa y de Philippeville, Comendador del Horcajo, Caballero de la Real Orden de Santiago y consejero de don Juan de Austria; casado con Jeanne de Saint-Quintin, baronesa de Billy, hija de Felipe de Saint-Quintin, quien le compraría este señorío a Gérard de Lannoy en 1454 y de Antoinette de Warluzel, hija de los señores de Boisleux. 
Como curiosidad histórica destacar que Gaspar de Robles, recibiría el apodo de Stenen Man lo que podría traducirse como hombre de piedra; siendo su monumento en la ciudad frisia de Harlingen, uno de los pocos (para muchas fuentes el único) dedicado a un militar español en los Países Bajos. 
Su hijo, Jean de Robles, sería Gobernador de Lille en 1595 y Conde de Annapes por concesión de los Gobernadores de los Países Bajos, Isabel Clara Eugenia, hija de Felipe II y de su esposa, Isabel de Valois, hija a su vez de Enrique II de Francia, y su marido, Alberto de Austria. Este título permanecería unido a la Baronía de Billy hasta 1730. 
En "Árboles de Costados de Gran Parte de las Primeras Casas de estos Reynos" de Luis de Salazar y Castro se menciona a una hija de Gaspar de Robles, al que se nombra como barón de Veli, casada con don Alonso Idiaquez, Duque de Ciudad Real, Conde de Aramayona, Virrey de Navarra y Comendador Mayor de Coin.
Son armas de la Baronía: "un roble y un león unida a él en campo de oro por orla unos armiños en campo blanco que son las armas de los Robles; un escudo de cuatro cuarteles encontrados los dos en un campo rojo con cuatro cuadretes blancos en medio y los otros dos cuarteles doce veros de oro entre doce verso azules que son las armas de Velli".

## Nota
La antigua "baronía de Billy", de Flandes, se situaba al sur de Lille en el Artois. Actualmente está integrada en la localidad de "Billy-Montigny", en el departamento francés de Pas de Calais, región de Norte-Paso de Calais.

## Barones de Velli
|                                 | Titular                             | Periodo                |  |
| Creación por Felipe II          | Creación por Felipe II              | Creación por Felipe II |  |
| ------------------------------- | ----------------------------------- | ---------------------- |  |
| I                               | Felipe de San Quintín y Noyelles    | 1589-                  |  |
| II                              | Juana de San Quintín y Warluzel     |                        |  |
| III                             | Juan de Robles y San Quintín        |                        |  |
| IV                              | Alejandro de Robles y Lindenguerque |                        |  |
| Rehabilitación por Alfonso XIII |                                     |                        |  |
| VIII                            | Juan de Nárdiz y Oruña              | 1917-                  |  |
| IX                              | Enrique Nárdiz y Bernaldo de Quirós | 1985-                  |  |
| X                               | Enrique María Nárdiz y Prado        | 1996-actual titular    |  |

## Historia de los Barones de Velli
- Felipe de San Quintín y Noyelles, I barón de Velli

1. Casado con Antoinette de Warluzel, hija de los señores de Boisleux

- Juana de San Quintín y Warluzel, II baronesa de Villy, Señora de Ecoust-Saint-Mein

1. casada con Gaspar de Robles y Leyte, Señor de Vilena en Portugal, Caballero de la Orden de Santiago, Comendador de Horcajo, Capitán de Infantería Española, Gobernador de Philippeville, Groningen, Frisia y Drente, Coronel de Infantería Valona así como Consejero de Guerra de su Majestad, de don Juan de Austria y del Príncipe de Parma fallecido en el sitio de Amberes. Por su labor de ayuda en la inundación de Frisia se erigiría en su honor una estatua que sigue en pie entre Bergumermeer y Briltil, al este de Zuidhorn. El canal que sufragó Robles y construyó en tres meses seguiría en funcionamiento hasta 1985. Gaspar de Robles era hijo de Juan de Robles, señor de la casa y torre de Robles en Portugal y de María de Leyte, nodriza de Felipe II

- Juan de Robles y San Quintín, III Barón de Velli, I Conde de Annapes, Caballero de la Orden de Santiago, señor de Saintes, Wevelgem, Gobernador de Lille, Douai y Orchies. Enterrado en la Iglesia de Annapes en mausoleo de mármol junto a su mujer.

1. casado con María de Linderguerque, hija de Antonio de Linderguerque, barón de Heule y de Luisa de la Barré, vizcondesa de Bailleul y Señora de Mouscron.

- Alejandro de Robles y Lindenguerque, IV Barón de Velli, II Conde de Annapes, Señor de Wevelghem, Gobernador de Landrecies y Caballero de la Orden de Santiago, uno de los dos señores en presidir a caballo el cortejo fúnebre del Archiduque Alberto el 12 de marzo de 1622

1. casado con Francisca de Mancicidor, hija de Juan de Mancicidor, Secretario de Estado y miembro del Consejo de Guerra de Felipe II y de Eugenia de Vogler.

- Miguel de Robles y Mancicidor, V Barón de Velli, III Conde de Annapes, Mariscal de Campo de un Tercio de Caballería y General de la Armada de Su Majestad.

1. casado en Ypres en 1657 con Catherine de Sainte Aldegonde, hija de François Lamoral, conde de Sainte Aldegonde, barón de Noircarmes, Vizconde de Wisque y de Zud-Ausque, Señor de Bugnicourt, Hordain, Tubife, Stalle y otros y de Agnés de Dravre, Señora de Miremont, Onoz, Masy y otras tierras, sin sucesión

- Antonio de Robles y Mancicidor, VI Barón de Velli  y IV Conde de Annapes tras la muerte de su hermano,

1. casado con Marie Anne de Preud’Homme d’Hailly, hija de Marco Antonio de Preud’homme d’Hailly, Barón de Poucques, Vizconde de Nieuport, Señor de Neufville y de María Francisca Basta

- José de Robles y de Preud’Homme d’Hailly, Barón de Velli y V Conde de Annapes, sin sucesión

- María Antonieta de Robles y de Preud’Homme d’Hailly, VII Baronesa de Velli y VI Condesa de Annapes,

1. casada en primeras nupcias con el Marqués de Hem, sin sucesión y en segundas con Robert Lamoral de Lannoy, Brigadier de los Reales Ejércitos y Coronel de Infantería Valona, quien a la muerte de su hermano mayor se convertiría en Conde de Lannoy y Barón de Wasnes. El condado de Annapes fue donado en vida por María Antonieta a su marido, separándose por tanto, la Baronía de Velli del Condado y extinguiéndose la línea procedente del hijo mayor de don Gaspar de Robles y Leyte.

El Consejo de Estado con Dictamen de la Diputación de la Grandeza de España, permitió la rehabilitación de la Baronía de Velli a don Juan de Nárdiz Oruña Alegría y Ruiz de Loyzaga como descendiente directo con mejor derecho de don Gaspar de Robles al ser su nieto décimo. De esta forma, don Alfonso XIII concede el uso a don Juan de Nárdiz de este título histórico de su familia por lo que se convertiría en Barón de Velli.
Rehabilitado en 1917 por:
- Juan de Nárdiz y Oruña, VIII barón de Velli, abogado y militar, Caballero de la Orden de Montesa, Infanzón de Illescas, Caballero del Real Estamento Militar del Principado de Gerona, Caballero del Santo Cáliz de la Nobleza Valenciana, décimo nieto en línea mayor y principal de don Gaspar de Robles y Leyte.

1. Casó con María Bernaldo de Quirós y Argüelles, del Brazo de Damas de los Infanzones de Illescas, hija de Federico Bernaldo de Quirós y Mier, Senador por la provincia de Pinar del Río, diputado por Oviedo, Gentilhombre de Cámara de S.M. el Rey Alfonso XIII con ejercicio y servidumbre, Caballero de la Orden de Calatrava y de María Josefa Argüelles y Díaz, Dama de la Reina, marqueses de Argüelles, Grandes de España. Le sucedió su hijo:

- Enrique de Nárdiz y Bernaldo de Quirós, IX barón de Velli Infanzón de Illescas, Coronel de Artillería,

1. Casó con María Antonia Prado y Vega de Seoane. Le sucedió su hijo:

- Enrique María de Nárdiz y Prado, X barón de Velli.

1. Casado con María Fátima Pérez de Miguel y González-Adalid.